# 棺材、旅人、怪蝙蝠
《棺材、旅人、怪蝙蝠》是季遊月聰子以四格漫畫形式創作的日本漫畫。於2004年12月9日發售的芳文社漫畫雜誌《Manga Time Kirara》2005年1月號開始連載。故事主要描述旅人「小黑」、蝙蝠「千」及雙胞胎「二玖」、「三實」等4人的旅行故事。單行本全7冊，2019年發售外傳漫畫。2007年發售廣播劇CD。

## 登場人物
以下配音員除標註外均為廣播劇CD。
小黑（聲：高山南/金澤舞（閃耀幻想曲））
背著和自己一樣高的棺材的旅人。與二玖和三實初次相遇時為了方便而自稱「小黑」。皮膚有著會緩慢地侵蝕身體黑色的斑痕。當流露出負面感情時斑痕就會增加，並失去意識。在衣服裡面用繃帶包著來防止斑痕擴散。原本是北方的某個村莊的居民，住在「老師」的家裡。為了早日成為大人而外出尋找母親，被「魔女」下了黑色斑痕的詛咒。以前是發圈加背包的裝扮，現在變成了現在全身黑背著棺材的樣子。
千（聲：津久井教生）
小黑的蝙蝠搭檔。會說人類的語言。以前是某個領主的次子，被「魔女」分割成了1000隻蝙蝠。能夠說話的個體只有1隻，剩下的蝙蝠都住在小黑的棺材中。只有在一年一度的赤紫之月的夜晚能夠變回人類。
二玖（聲：德永愛）
小黑在某個房子的地下遇到的雙胞姐姐。名字由來是「29號」。有貓耳、貓尾。留著齊肩的短髮。在博士家裡的地下室，遵從「博士」的命令「之後不久會有危險的事情」「在這個安全的地方等著」，與三實躲在監牢中，被小黑所發現。為了尋找突然消失的「博士」，和小黑一起旅行。擁有「顏色轉移」的能力，將自己或其他事物的顏色染成對方的顏色。用這個能力對小黑使用時，反而自己被染黑。耳朵和尾巴可以變為單片翅膀（右翼）。可以和三實進行短距離的飛行。影子會和本體分離獨自行走。此時影子會遵循壓力來源的願望與不率直的想法行動。這個影子對其他的影子進行影響時，也會對本體進行影響。影子與本體有相同的判斷能力。
三實（聲：野中藍）
小黑在某個房子的地下遇到的雙胞妹妹。名字由來是「30號」。有貓耳、貓尾。留著長髮。與二玖同樣擁有貓耳貓尾以及同樣的能力。耳朵和尾巴可以變為單片翅膀（左翼）。

## 出版書籍
| 冊數 | 芳文社        | 芳文社                 | 東立出版社     | 東立出版社             |
| 冊數 | 發售日期      | ISBN                   | 發售日期       | ISBN                   |
| ---- | ------------- | ---------------------- | -------------- | ---------------------- |
| 1    | 2006年3月27日 | ISBN 978-4-8322-7568-3 | 2008年2月20日  | ISBN 978-986-10-1285-8 |
| 2    | 2007年6月27日 | ISBN 978-4-8322-7634-5 | 2008年10月13日 | ISBN 978-986-10-1286-5 |
| 3    | 2012年1月27日 | ISBN 978-4-8322-7769-4 | 2014年11月7日  | ISBN 978-986-10-3166-8 |
| 4    | 2013年7月27日 | ISBN 978-4-8322-4323-1 | 2015年1月28日  | ISBN 978-986-337-376-6 |
| 5    | 2015年6月27日 | ISBN 978-4-8322-4579-2 | 2018年4月19日  | ISBN 978-986-431-899-5 |
| 6    | 2017年2月27日 | ISBN 978-4-8322-4806-9 | 2019年9月19日  | ISBN 978-986-486-120-0 |
| 7    | 2018年7月26日 | ISBN 978-4-8322-4964-6 | 2021年12月9日  | ISBN 978-957-26-7352-2 |

外傳『棺担ぎのクロ。〜追憶旅話〜』2019年2月27日發售 ISBN 978-4-8322-7073-2
『画集 棺担ぎのクロ。～標本図鑑～』2019年4月25日發售 ISBN 978-4-8322-7091-6

## 廣播劇CD
2007年7月25日發售廣播劇CD。

## 外部連結
- 棺担ぎのクロ。～懐中旅話～ （页面存档备份，存于）（日語）